# Trento (1925)
Trento byl těžký křižník italského námořnictva stejnojmenné třídy. Křižník byl postaven v letech 1925–1929 v loděnici OTO v Livornu. Měl sesterskou loď Trieste.

## Služba
Trento byl nasazen v červenci 1940 v bitvě u Punta Stilo, spolu s Trieste bojoval v listopadu 1940 v bitvě u mysu Spartivento. Během britského útoku na Taranto v listopadu 1940 zasáhlo Trento letecké torpédo. Trento a Trieste také bojovaly v Bitva u Matapanu v březnu 1941. 
V prosinci 1941 se Trento účastnil první bitvy u Syrty a bojoval i v druhé bitvě u Syrty v březnu 1942. V červnu 1942 se Trento účastnil bojů spojených s britskou Operací Vigorous a byl zde dne 15. června 1942 nejprve poškozen leteckým torpédem britského bombardéru Bristol Beaufort, startujícího z Malty a o několik hodin později potopen britskou ponorkou HMS Umbra.